# Aura (novela)
Aura es una novela corta del escritor mexicano Carlos Fuentes. La historia está situada en el año 1962 en la Ciudad de México. Esta obra es considerada como una de las más importantes de este novelista y una de las mejores de la narrativa mexicana del siglo XX. Fue publicada en México en 1962, mismo año en que se publicó otra popular novela de Fuentes, La muerte de Artemio Cruz. Ambas forman parte del fenómeno literario conocido como boom latinoamericano, que tuvo lugar entre las décadas de 1950 y 1970 en toda América Latina. La novela posee la peculiaridad de estar narrada en segunda persona.

## Argumento
Felipe Montero, un joven historiador inteligente y solitario que trabaja como profesor con un sueldo muy bajo y que habla bien el francés, encuentra en el periódico un anuncio en el que solicitan a un profesional de sus buenas cualidades para un trabajo con un muy buen sueldo. El trabajo es en la calle Donceles 815; consiste en organizar y terminar las memorias de un general para que puedan ser publicadas. La calle está mezclada por lo viejo y lo moderno. Hay casas nuevas y antiguas, las cuales llevan el número viejo y el moderno de la calle. Al entrar en la casa, Felipe se encuentra con Consuelo, la viuda del general. El encuentro es en la oscuridad y Felipe no puede verla. Solamente escucha la voz de una mujer que ofrece pagarle mucho dinero para editar el diario, pero que pone como condición que Felipe viva en la casa. El historiador no está seguro hasta que conoce a Aura, que vive con su tía viuda. La joven tiene unos impresionantes ojos verdes y el cabello negro. Felipe acuerda vivir en la casa y editar los papeles. Consuelo y Aura habitan en la oscuridad, porque toda la casa les recuerda al general muerto. Felipe se enamora de Aura y quiere llevársela de allí porque piensa que la muchacha no podrá hacer su vida junto a Consuelo, que la tiene atrapada. Pero Felipe se da cuenta de un hecho increíble que lo dejará sin aliento e impresionado.

## Personajes
Aura
Es el personaje más misterioso de la novela. Es la sobrina de Consuelo Llorente. Su rasgo físico más característico son sus ojos verdes y que es muy sabia, además de que siempre aparece vestida de tafetán verde. Representa la juventud y la belleza, en contraste con su tía, ante quien suele comportarse sumisamente. En su presencia, por lo general es silenciosa y tímida y tiende a actuar mecánicamente, como dependiendo de alguien más para realizar cualquier acción.
Consuelo
Es una señora de mayor edad. La señora tiene la piel muy vieja y cansada, pelo blanco y con un rostro casi infantil. Suele vestir con un camisón de lana, y pasa gran parte del tiempo acostada, aunque en algunas ocasiones baja a comer e incluso en una ocasión sale de la casa. Felipe la cataloga como una persona manipuladora, inclusive tirana, por su forma de tratar a Aura. Le obsesionan ciertas cosas, entre ellas que las memorias de su marido sean publicadas antes de que muera. También tiene una profunda devoción religiosa. Acostumbra realizar ciertos rituales, entre ellos algunos religiosos. Consuelo representa la vejez y, por momentos, la falta de sentido de la realidad y las obsesiones.
Felipe Montero
Protagonista de la historia y joven historiador que acude a casa de la señora Consuelo debido a un trabajo que ofrecía la anciana, mismo que podía realizar Felipe debido a sus conocimientos de la lengua francesa y otras características. Al inicio de la novela se indica que es un antiguo becario en la Sorbona, historiador y profesor auxiliar en escuelas particulares, donde gana 900 pesos mexicanos mensuales. Físicamente se le describe como un hombre joven, con cejas pobladas, boca larga y gruesa, ojos negros, pelo oscuro y lacio, perfil recto y mejillas delgadas. Más adelante se revela que tiene planeada una obra propia, acerca de los descubrimientos y conquistas españolas en América. Aparentemente se deja llevar por sus emociones, pues al dudar inicialmente sobre si quedarse a vivir o no en aquella casa para realizar el trabajo, toma definitivamente la decisión de quedarse al ver a Aura. A pesar de esto, también tiene bastante control sobre sus acciones y sentimientos, especialmente por lo que siente por Aura.